# Halielloides
Genre
Halielloides est un genre de mollusques gastéropodes de la famille Eulimidae. Les espèces rangées dans ce genre sont marines et parasitent d'autres espèces. H. ingolfiana est l'espèce-type du genre.

## Liste d'espèces
Selon World Register of Marine Species (17 août 2017) :
- Halielloides fragilis Bouchet & Warén, 1986
- Halielloides ingolfiana Bouchet & Warén, 1986
- Halielloides verrilliana (Bush, 1909)